# Mole Lake
Mole Lake es un lugar designado por el censo ubicado en el condado de Forest en el estado estadounidense de Wisconsin. En el Censo de 2010 tenía una población de 435 habitantes y una densidad poblacional de 40,37 personas por km².

## Geografía
Mole Lake se encuentra ubicado en las coordenadas 45°29′10″N 88°58′43″O / 45.48611, -88.97861. Según la Oficina del Censo de los Estados Unidos, Mole Lake tiene una superficie total de 10.77 km², de la cual 9.58 km² corresponden a tierra firme y (11.11 %) 1.2 km² es agua.

## Demografía
Según el censo de 2010, había 435 personas residiendo en Mole Lake. La densidad de población era de 40,37 hab./km². De los 435 habitantes, Mole Lake estaba compuesto por el 14.94 % blancos, el 0.23 % eran afroamericanos, el 81.38 % eran amerindios, el 0 % eran asiáticos, el 0 % eran isleños del Pacífico, el 0.69 % eran de otras razas y el 2.76 % pertenecían a dos o más razas. Del total de la población el 1.61 % eran hispanos o latinos de cualquier raza.